# (1079) Mimosa
(1079) Mimosa – planetoida z pasa głównego asteroid okrążająca Słońce w ciągu 4 lat i 318 dni w średniej odległości 2,87 au. Została odkryta 14 stycznia 1927 roku w Obserwatorium Yerkes w Williams Bay przez George’a Van Biesbroecka. Należy do rodziny planetoidy Koronis. Nazwa planetoidy pochodzi od mimozy, rodzaju ziół i krzewów. Przed nadaniem nazwy planetoida nosiła oznaczenie tymczasowe (1079) 1927 AD.